# لمعاضيد (عرب صباح زيز)
لمعاضيد هي إحدى مشيخات المملكة المغربية، تتبع جغرافيا لإقليم الرشيدية وإداريًا لعرب صباح زيز. يقدر عدد سكانها بـ 5157 نسمة حسب الإحصاء الرسمي للسكان والسكنى لسنة 2004.